# Norrbro
Ej att  förväxla med Norrbro i Hjo.

Norrbro är en bro som går mellan Gamla stan och Norrmalm i centrala Stockholm. Det är en 19 meter bred stenvalvbro bestående av tre delar över Stallkanalen, Helgeandsholmen och Norrström. Brons arkitekt är Carl Fredrik Adelcrantz med ändringar av Erik Palmstedt, som var den ansvarige för byggandet som invigdes 1807. Norrbro sträcker sig från Lejonbacken vid Stockholms slott till Gustav Adolfs torg.
Norrbro är den äldsta bevarade stenbron i Stockholm. Mellan 2007 och 2010 genomgick den en omfattande renovering och kunde återinvigas av kronprinsessan Victoria den 23 januari 2010.

## Tidigare broar

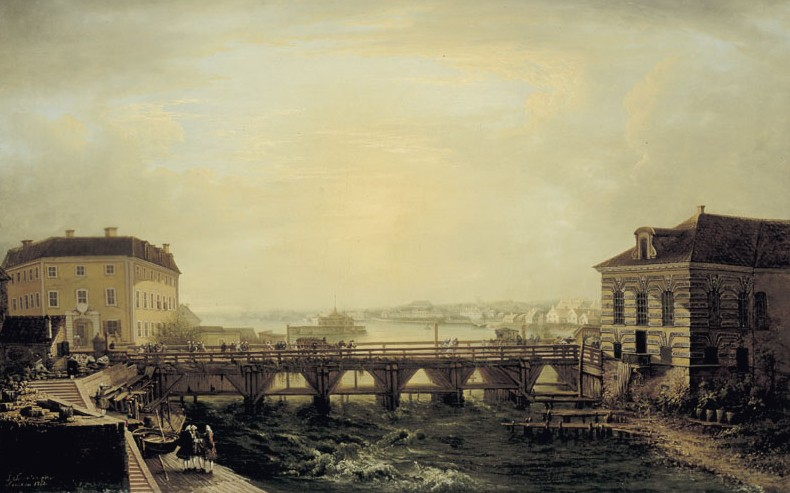
Gamla Norrbro med Kungl. Myntet och Kungl. Stallet av Johan Sevenbom 1761.

Förbindelsen norrut från Stadsholmen är en del av Stockholms tidigaste historia och redan från 1288 finns de första säkra uppgifterna om "Stockholms norra bro" i ett gåvobrev från Magnus Ladulås till Klara kloster. Vidare i Upplandslagen, stadfäst av kung Birger Magnusson år 1296, nämns i Byalagsbalkens 23:e flock (kapitel) Stockholms bro.
Brons sträckning var ursprungligen mer västerut än dagens, som en fortsättning av Västerlånggatan. Den bestod av en bro norr om Helgeandsholmen och en och så småningom två broar söderut, där den senare anlagda hade lite olika sträckningar mer österut än den första. Vid 1700-talets slut fanns det tre träbroar där de två som hade ungefär samma sträckning som den kommande Norrbro hette Slaktarhusbron och Vedgårdsbron.
Från år 1654 fanns ett projekt till en bro i slottets axel. En ny bro ingår också i Nicodemus Tessins plan för slottsomgivningen från 1713. Carl Fredrik Adelcrantz fick 1781 sitt förslag på ny bro godkänd, men det reviderades och först efter ändringar av Erik Palmstedt, och av brons byggmästare Jonas Lidströmer, kunde Norrbro stå färdig 1 november 1807. Grundstenen lades av Gustav III 1787. 

## Dagens bro

Norrbro genom tiderna
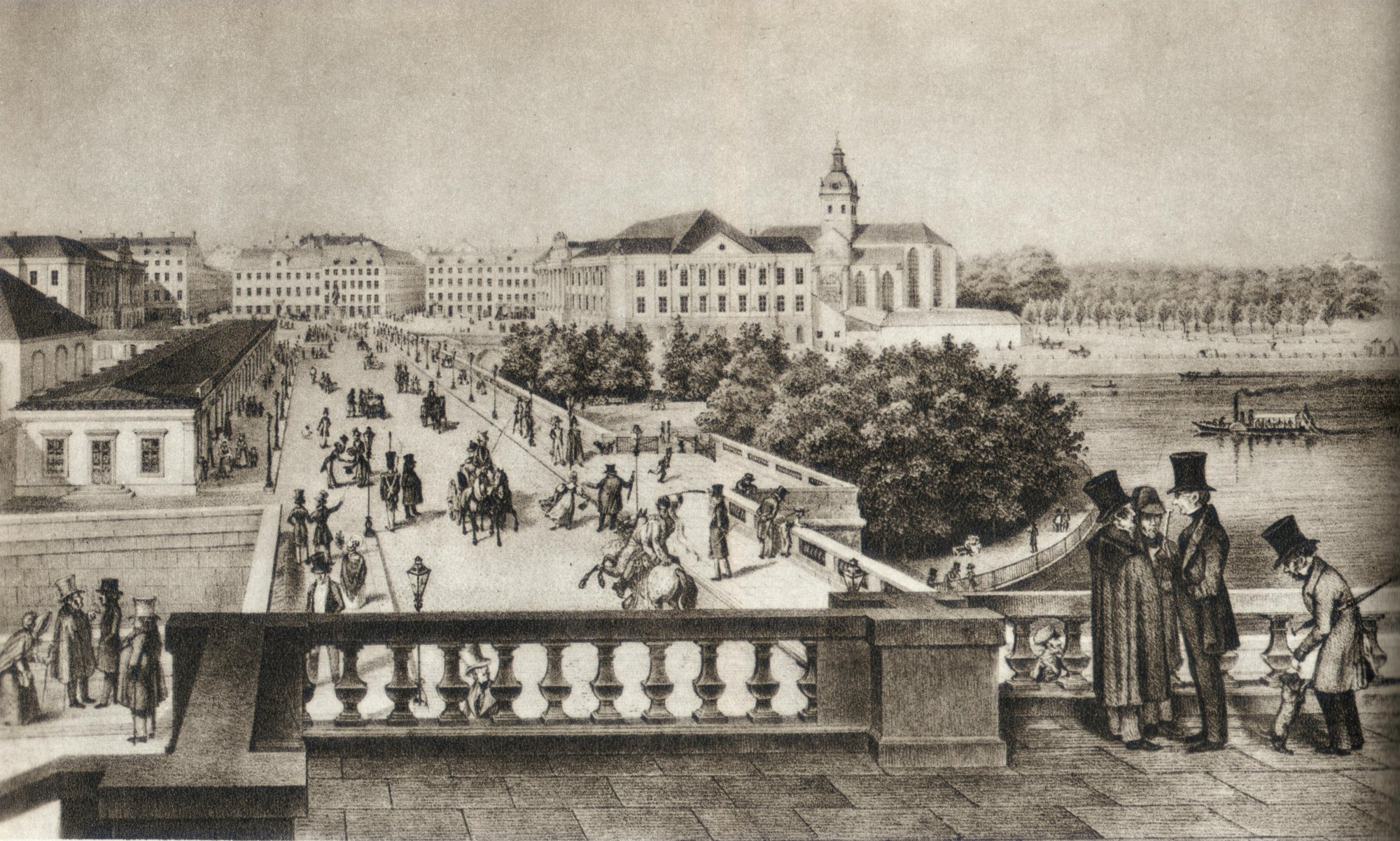
Norrbro på 1840-talet. I förgrunden syns bland andra publicisten Lars Johan Hierta.
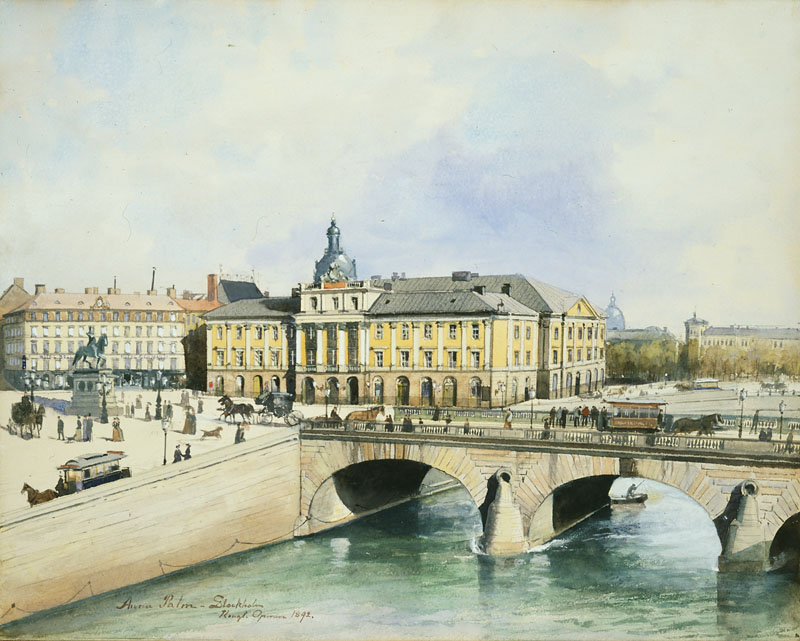
Norrbros norra del. I bildmitt syns Gustavianska operahuset, akvarell av Anna Palm 1892.
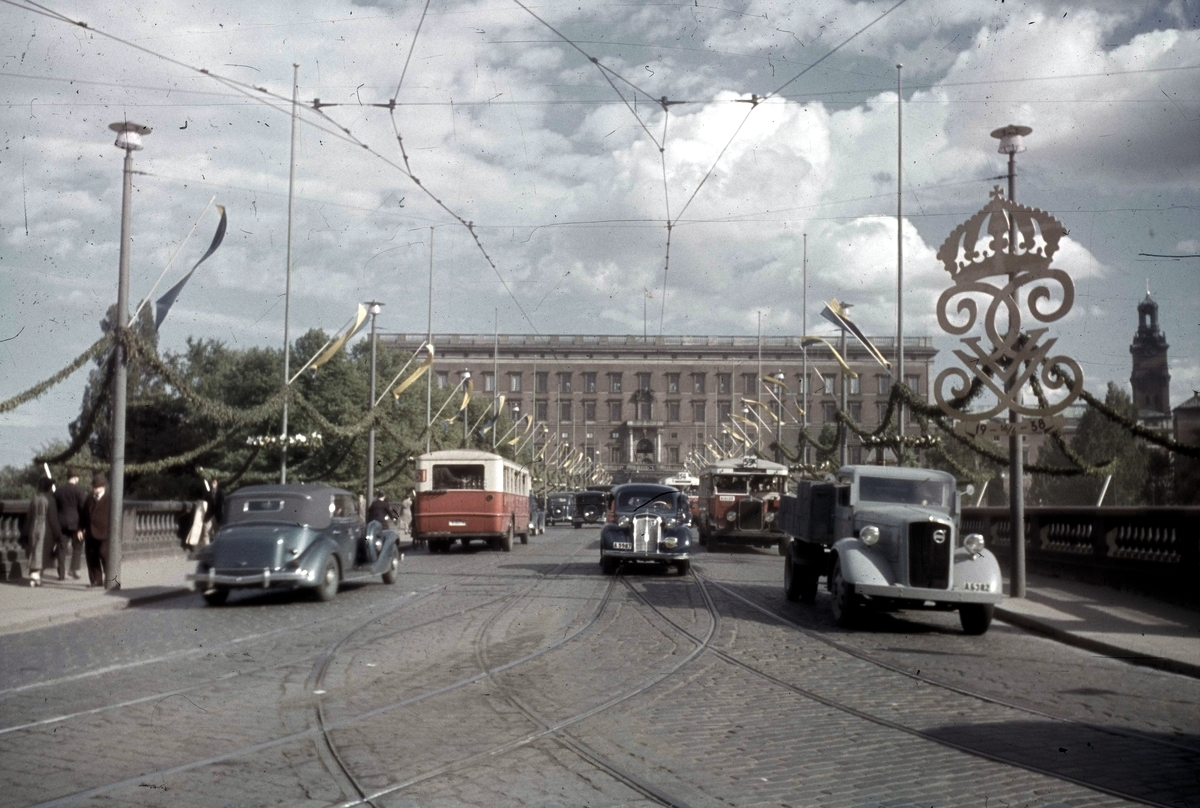
Norrbro smyckad vid Gustaf V:s 80-årsdag, 16 juni 1938.
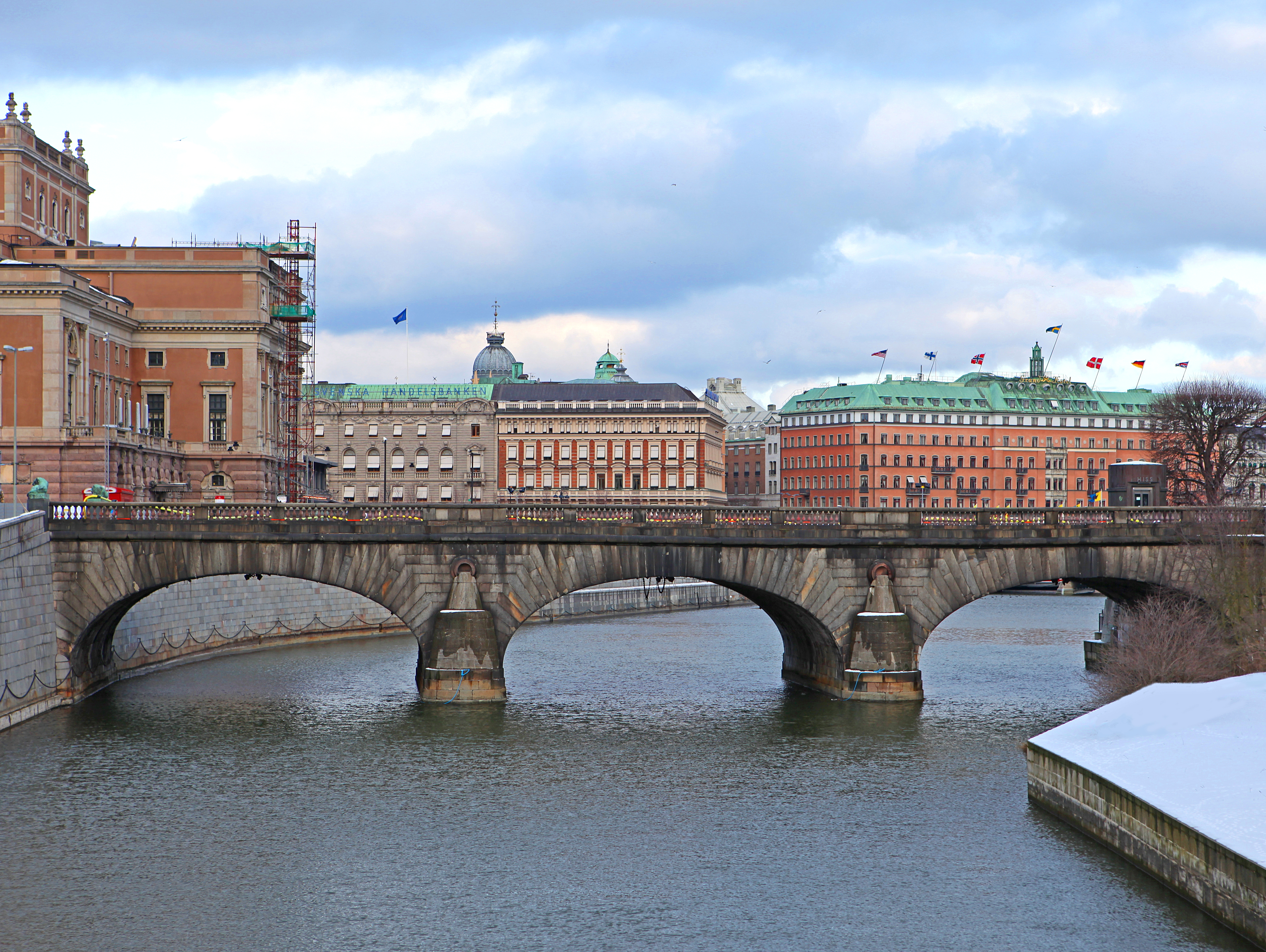
Norrbros norra valv, vy mot öst. I bakgrunden Operan, Kungsträdgårdsgatan och Grand Hotel, mars 2009.

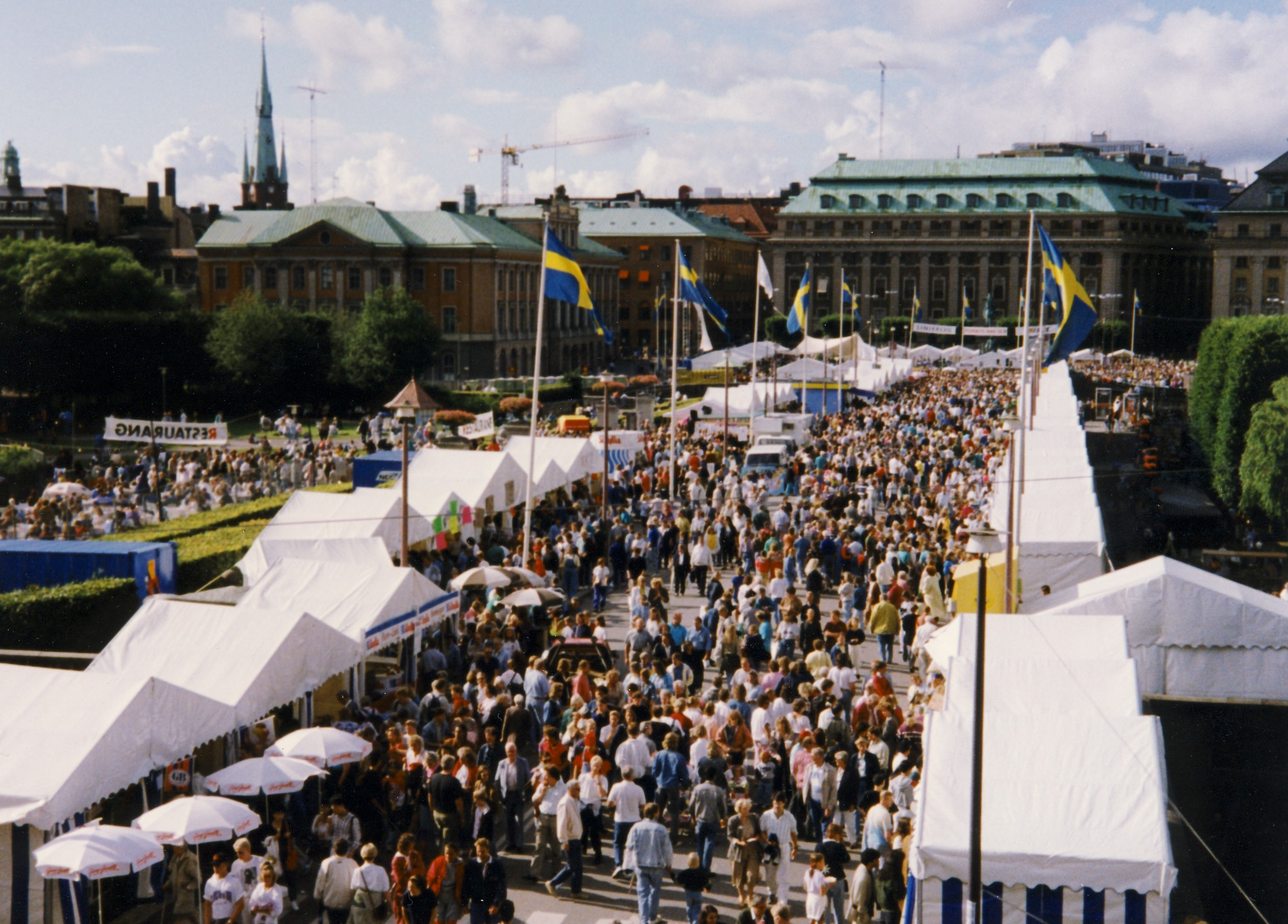
Vattenfestivalen på Norrbro 1991.

Bygget av den norra brodelen startade 1787 och grundstenen lades av Gustav III. Brons norra del består av tre stenvalv och var färdig 1797 medan den södra delen över Stallkanalen består av ett valv och var färdig 1806. Den mittersta delen är en plattbro, därunder befann sig Medeltidsmuseet till det stängdes den 5 november 2023. Brons totala längd från Slottskajen till Gustav Adolfs torg mäter 190 meter. Graniten till bron bröts vid Plommonbacken längst ute på Blockhusudden, Södra Djurgården.

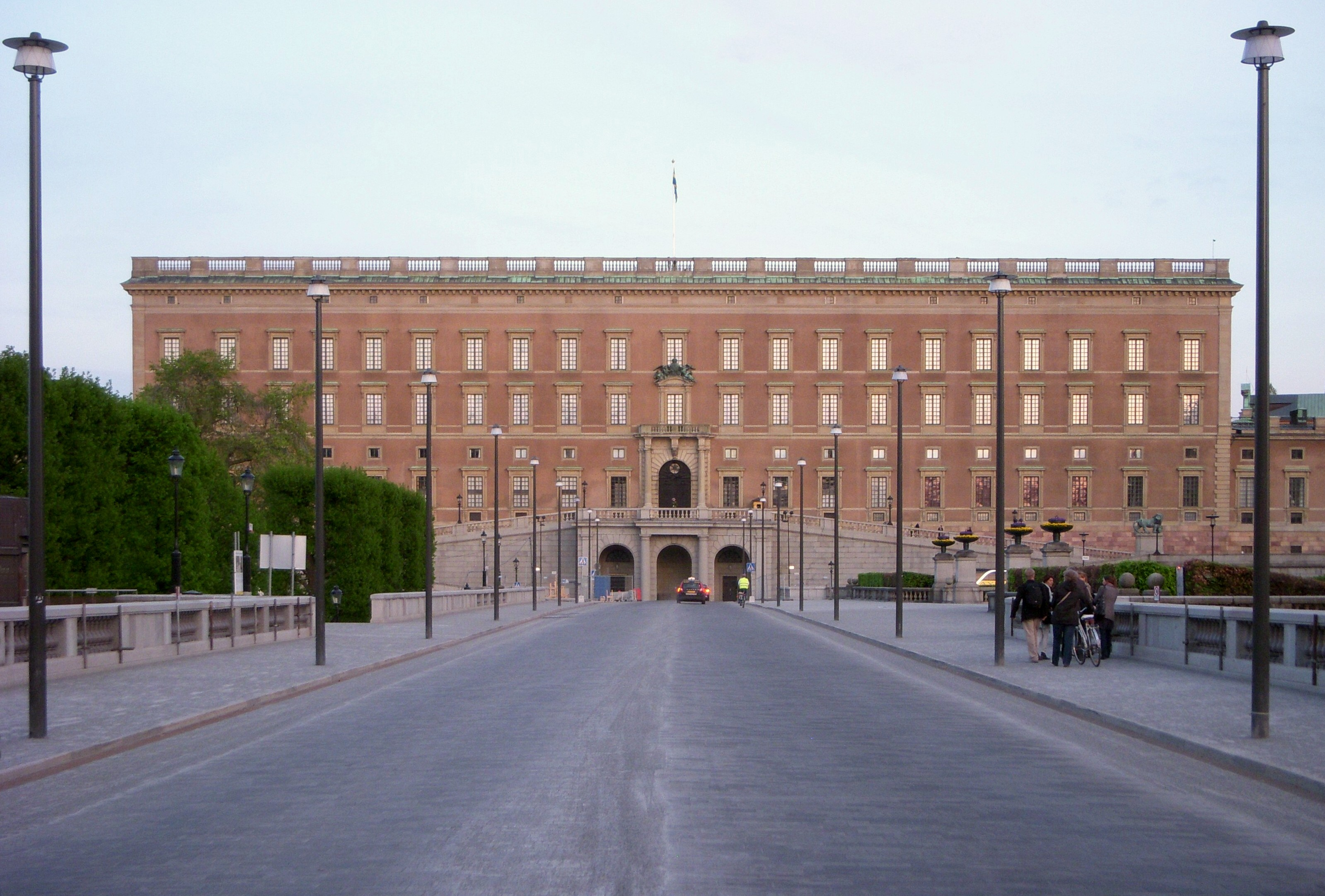
Norrbro mot söder med arkitekt Kurt von Schmalensees belysningsarmaturer.

Bron var ovanligt bred för sin tid, hela 19 meter, och med både god stenläggning och trottoarer blev den ett populärt promenadstråk, där också affärsbodar kom att anläggas, den så kallade Norrbrobasaren. Trottoarerna på Norrbro var de första som anlades i Stockholm. På Norrbro lyste 1853 Stockholms första gaslyktor och på Norrbro provades även den första elektriska belysningen. De första permanenta armaturerna för bågljus ritades av arkitekt Gustaf de Frumerie. De nuvarande belysningsarmaturerna skapades 1926 av arkitekt Kurt von Schmalensee. Samtidigt placerades Norrbrolejonen vid brons norra landfäste. Skulpturerna är kopior av två egyptiska lejon vars original står vid Vatikanmuseerna i Rom.
När riksdagshuset började uppföras på 1890-talet försvann basaren och samtidigt övertogs Norrbros roll som det populära promenadstråket av Strandvägen. Norrbros centrala läge vid slottet har gjort att den än idag spelar en roll som paradgata. Det är här vaktparaden gör sin anmarsch mot slottet och det är här landåer med kungliga och statschefer kan ses på väg till slottet. Även Olof Palmes och Prins Bertils begravningståg gick över denna bro. Stockholms vattenfestival hade här sin självklara festplats.
Trafikmässigt var Norrbro ända in på 1870-talet den enda vägförbindelsen mellan Gamla stan och landen norr därom. Med Vasabrons tillkomst 1878 skapades en alternativ förbindelse, men först när Västerbron stod klar 1935 förändrades trafikflödet genom staden. Den ökade trafiken skapade dock behov av än fler förbindelser över Norrström. Strömbron och pontonbron från Riddarholmen tillkom för att avlasta Norrbro, men det var först med Centralbrons tillkomst på 1960-talet som trafiken minskade avsevärt över Norrbro.

## Renoveringen

Norrbro under och efter renoveringen
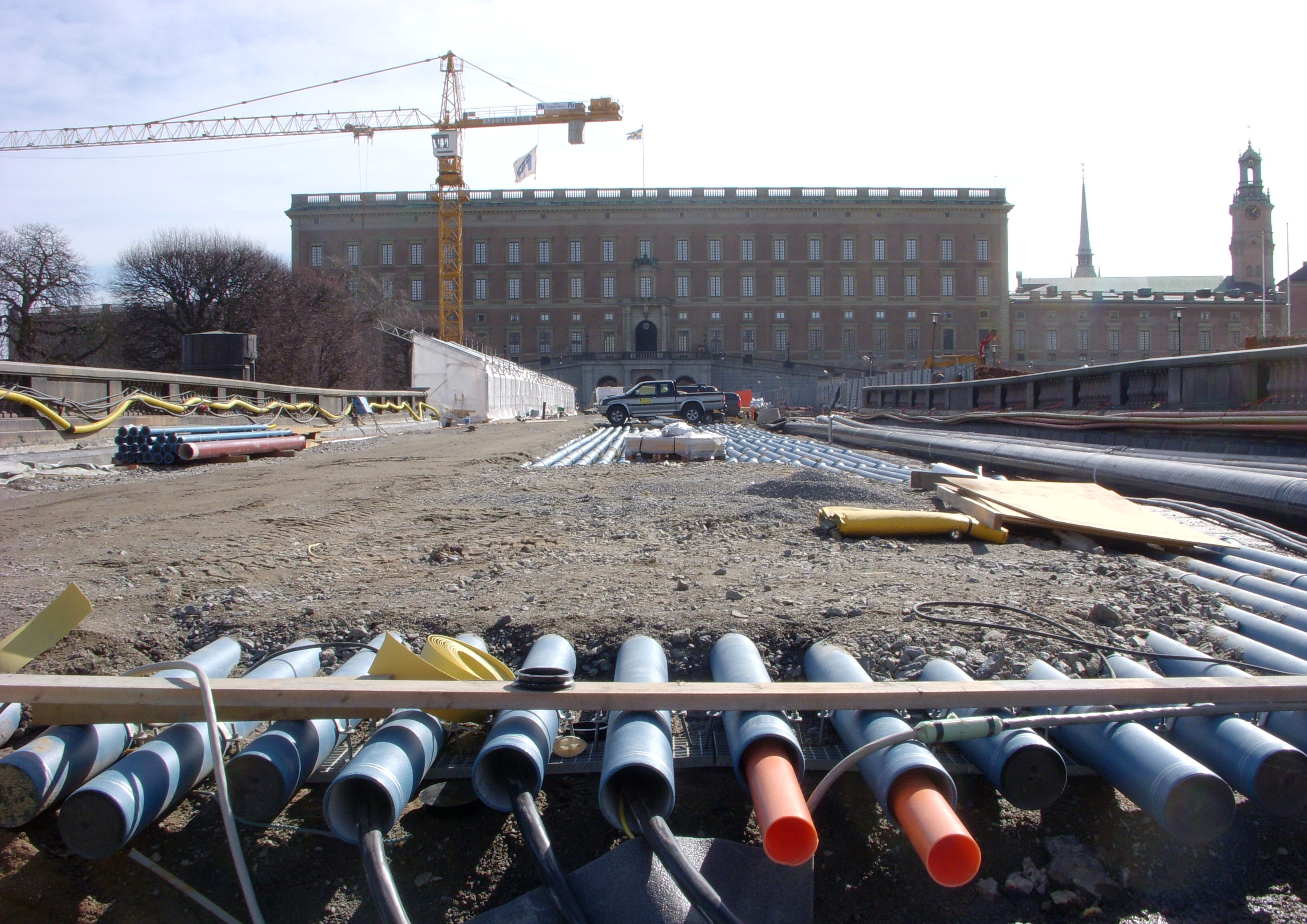
Renoveringen av Norrbro i mars 2009
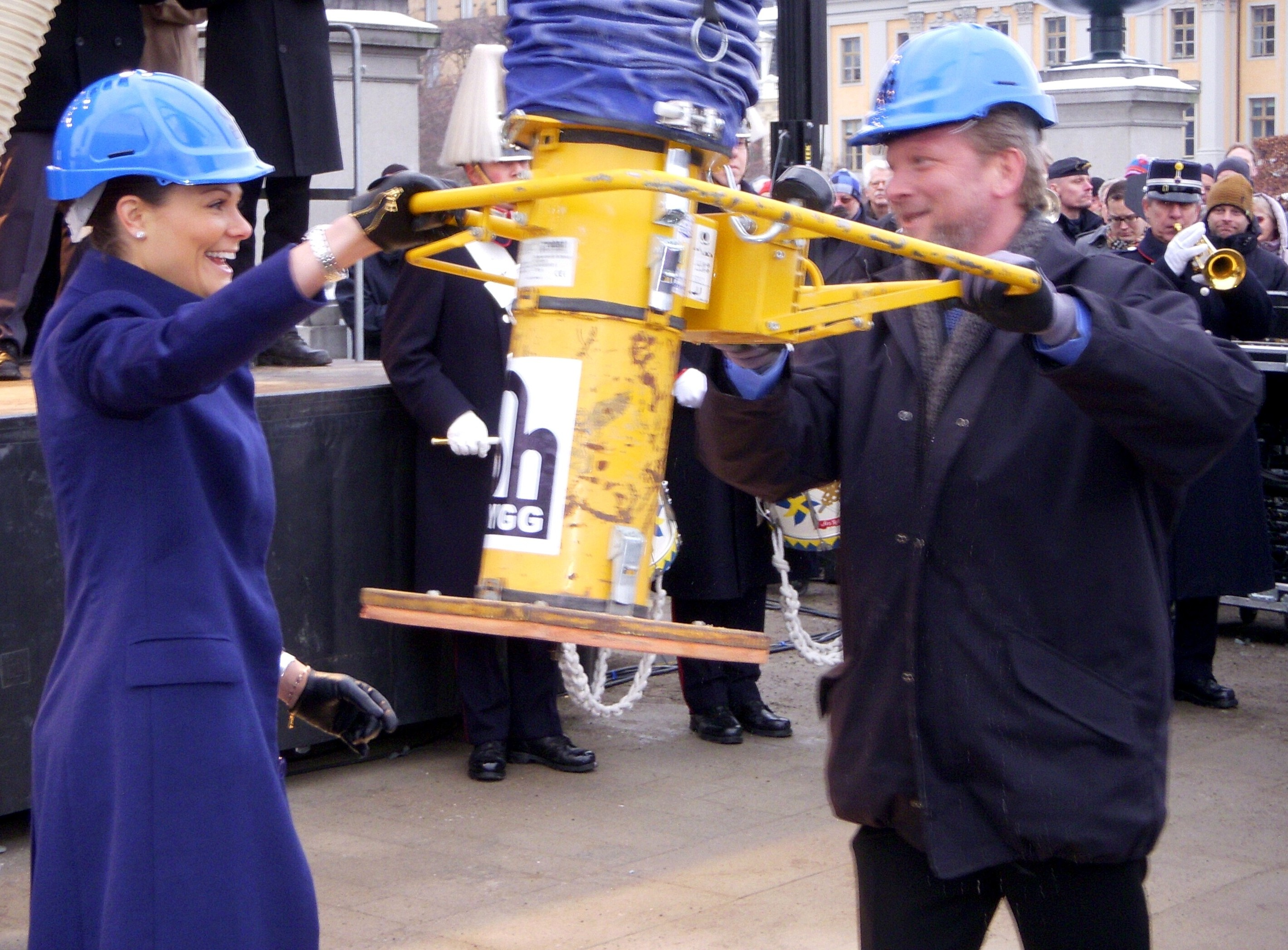
Kronprinsessan Victoria sänker ner den sista stenen 23 januari 2010.
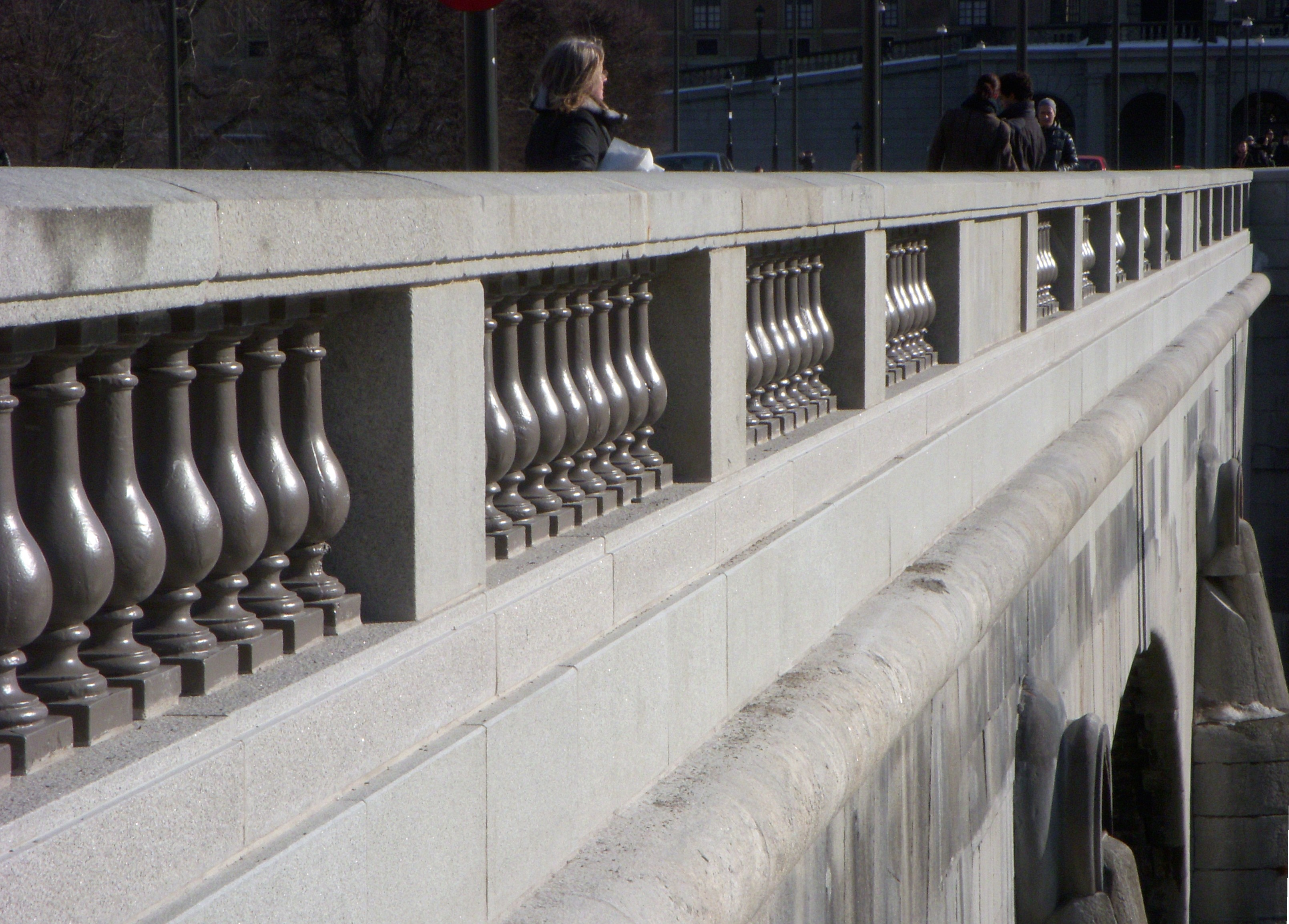
Den renoverade balustraden 2010
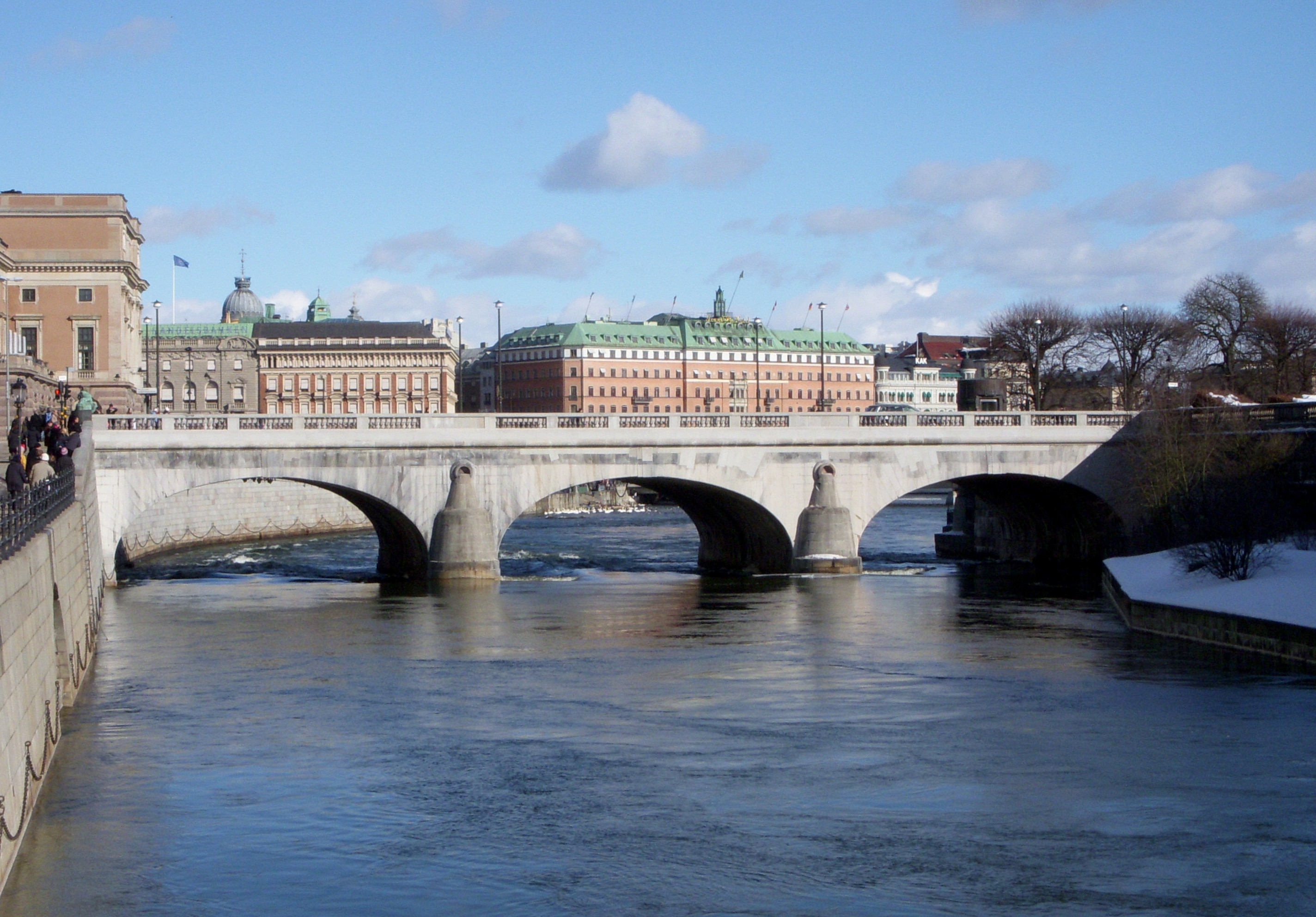
Den renoverade bron i mars 2010

Efter 200 år utan större underhåll var bron i dåligt skick. Sättningar i fundamenten gjorde att konstruktionen tog skada och vatten rann in i Medeltidsmuseet som evakuerades. Den östra brofasaden buktade ut och var på väg att rasa. Tung trafik förbjöds. År 2007 beslöt Stockholms stad att bron skulle renoveras.

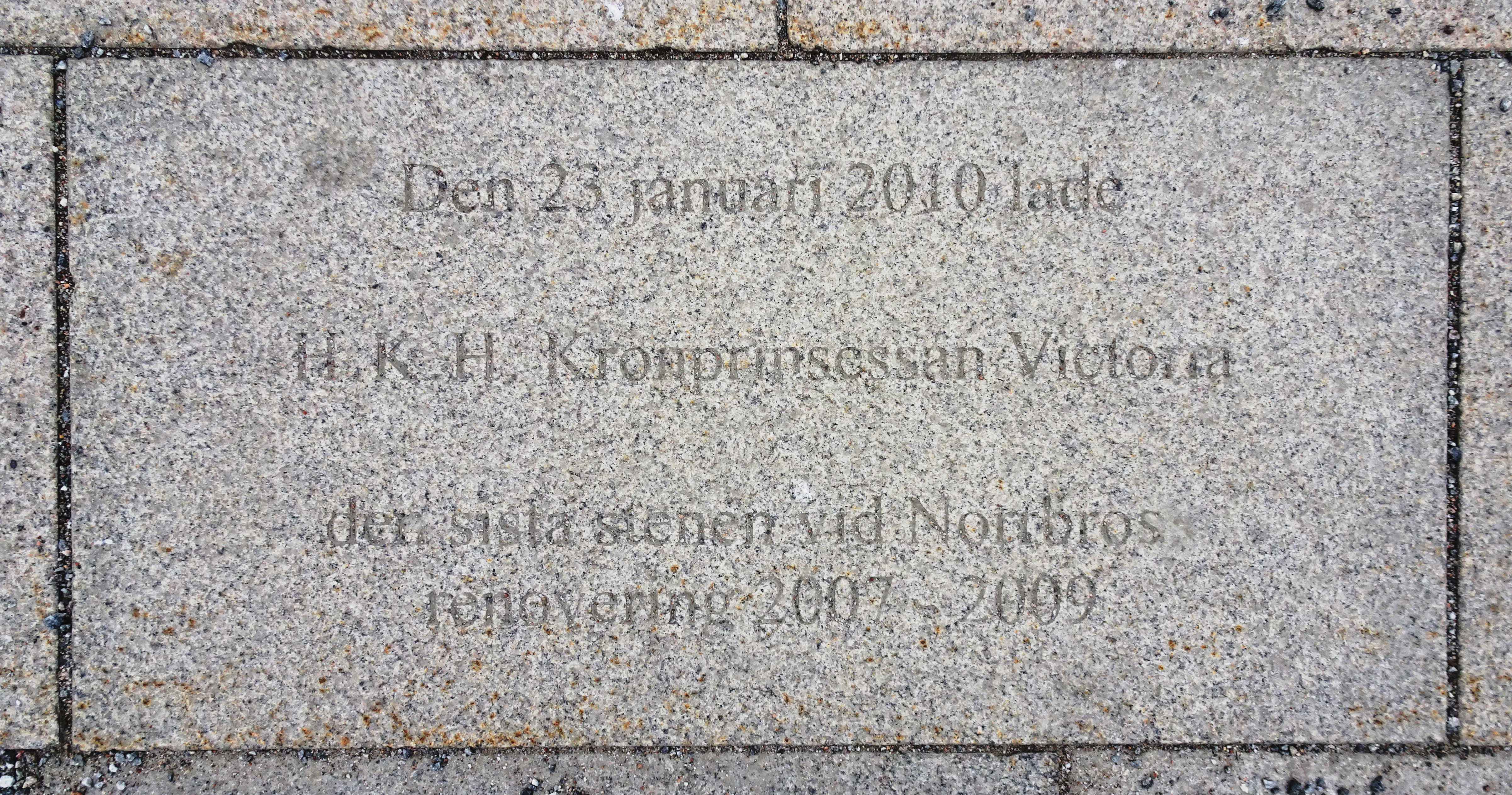
Minnesplattan i västra gångbanan från återinvigningen den 23 januari 2010.

Stora delar av brons stenar demonterades och byttes vid behov, bland annat avlägsnades samtliga järndubbar som blivit rostiga. Ett stort problem var ledningsdragningarna över bron. Det rörde sig om många eftersom här gick och går huvudstråket av ledningar för vatten, el, gas, fjärrvärme, telefon och andra medier mellan Gamla stan och Norrmalm. I körbanan byttes samtliga rörledningar, hela ytan under körbanan är täckt med skyddsrör av stål. Efter ett omfattande förstärkningsarbete med bland annat installation av över 300 jetpelare som står förankrade i Brunkebergsåsens grus skall bron hålla i många år till.
Körbanan och trottoaren fick en ny beläggning av granitplattor från Bohuslän och brons balustrad är som ny. Medeltidsmuseet fick i samband med ombyggnaden något större lokaler och öppnade för allmänheten söndagen den 24 januari 2010. Ombyggnaden kostade 175 miljoner kronor (inklusive Medeltidsmuseet).
Den 23 januari 2010 återinvigdes bron av kronprinsessan Victoria tillsammans med Sten Nordin, Madeleine Sjöstedt och Ulla Hamilton. Kronprinsessan iklädd blå bygghjälm placerade symboliskt den sista stenen i trottoaren och anknöt därmed till brons långa historia, eftersom Gustav III lade grundstenen.
Granitplattan som kronprinsessan lyfte ner i Norrbros trottoar bär inskriptionen:
| ” | Den 23 januari 2010 lade H. K. H. Kronprinsessan Victoria den sista stenen vid Norrbros renovering 2007–2009 | „ |

## Norrbro då och nu
| Norrbro från Lejonbacken: Vänstra bilden är tagen på 1890-talet med basarer på västra sidan, med bland annat Adolf Bonniers boklåda. Basarerna revs 1904 när Riksdagshuset byggdes. Högra bilden visar Norrbro återinvigningsdagen 23 januari 2010. I bakgrunden längst till vänster syns Klara kyrkas tornspets. |  | Norrbro från Lejonbacken: Vänstra bilden är tagen på 1890-talet med basarer på västra sidan, med bland annat Adolf Bonniers boklåda. Basarerna revs 1904 när Riksdagshuset byggdes. Högra bilden visar Norrbro återinvigningsdagen 23 januari 2010. I bakgrunden längst till vänster syns Klara kyrkas tornspets. |
| Norrbro från Lejonbacken: Vänstra bilden är tagen på 1890-talet med basarer på västra sidan, med bland annat Adolf Bonniers boklåda. Basarerna revs 1904 när Riksdagshuset byggdes. Högra bilden visar Norrbro återinvigningsdagen 23 januari 2010. I bakgrunden längst till vänster syns Klara kyrkas tornspets. |  | |